# Leinì
Leinì é uma comuna italiana da região do Piemonte, província de Turim, com cerca de 15.334 habitantes. Estende-se por uma área de 32 km², tendo uma densidade populacional de 473 hab/km². Faz fronteira com San Francesco al Campo, Lombardore, San Maurizio Canavese, Volpiano, Caselle Torinese, Settimo Torinese.

## Demografia
| Variação demográfica do município entre 1861 e 2011                               |
|                                                                                   |
| Fonte: Istituto Nazionale di Statistica (ISTAT) - Elaboração gráfica da Wikipedia |